# Бодяко, Михаил Николаевич
Михаил Николаевич Бодяко (17 августа 1914 года, Печары, Костюковичский район — 19 февраля 1998 года) — белорусский учёный в области металловедения. Член-корреспондент АН БССР (1974), доктор технических наук, профессор (1968). Заслуженный деятель науки и техники БССР (1981).

## Биография
Михаил Николаевич Бодяко родился 17 августа 1914 г. в деревне Печары Костюковичского района Могилевской области в семье учителя сельской школы. Трудовую жизнь начал в 1930 году учеником слесаря ФЗУ, работал слесарем-лекальщиком Московского авиационного завода.
В 1941 году окончил Московский институт стали.
С 1941 года работал в оборонной промышленности мастером, технологом, старшим технологом термического цеха.
С 1946 года работал в проектных организациях Минска.
В 1948—1950 годах — помощник первого заместителя Председателя Совета Министров БССР.
С 1950 года — ассистент, старший преподаватель, доцент Белорусского политехнического института.
С 1953 — заместитель директора, старший научный сотрудник, заведующий лабораторией Физико-технического института АН БССР.

## Научная деятельность
Научные работы по исследованию термокинетики структурных и фазовых превращений в металлах и сплавах в условиях высоких и сверхвысоких скоростей нагрева, процессом возвращения металлов и рекристаллизации металлов, в которых экспериментально установлен температурный гистерезис рекристализационных процессов под воздействием больших скоростей нагрева. Разработал теоретические основы термокинетики рекристаллизации.

## Научные работы
Автор около 200 научных работ, в том числе 5 монографий, более 30 изобретений.
- Термокинетика рекристаллизации. Мн., 1968 (совм. с. С. А. Астапчиком, Г. Б. Ярошевичем).
- Сверхтвердые материалы и техника. М., 1971 (совм. с. С. А. Астапчиком).
- Мартенситно-стареющие стали. Мн., 1976 (совм. с. С. А. Астапчиком, Г. Б. Ярошевичем).
- Электротермообработка сплавов с особыми свойствами. Мн., 1977 (совм. с. С. А. Астапчиком).

## Награды
- Государственная премия БССР в 1988 году за разработку теории, технологии и оборудования для получения гетерогенных материалов методами электротермии и организации серийного производства этих материалов.
- Награжден медалями.